# 宋協毅
宋 協毅（そう きょうき、1958年6月 - ）は、中国の日本語学者、日本語教育者、日本語教師、通訳。元大連大学副学長。中国日本語教学研究会副会長。

## 人物・経歴
中華人民共和国大連市生まれ。1984年大連外国語学院日本語学部卒業、大連外国語学院日本語学部助手。1988年名古屋大学総合言語センター研究生。1989年名古屋中国語教室同時通訳コース講師。1991年名古屋大学大学院文学研究科日本言語文化専攻博士前期課程修了、名城大学非常勤講師、中京大学非常勤講師、名古屋大学非常勤講師。1998年名古屋大学大学院文学研究科日本言語文化専攻博士後期課程修了、博士（学術）。1999年大連外国語学院日本語学院助教授。2001年大連外国語学院科研処処長、大連外国語学院日本語学院教授。中国の総合大学初となる日本言語文化学院を立ち上げ、2003年から大連大学学長補佐、大連大学日本言語文化学院院長。2010年から大連大学副学長、大連大学日本言語文化学院院長。2018年定年退職。中国日本語教学研究会副会長、中華人民共和国教育部日本語教学指導委員会委員、東アジア日本語教育・日本文化研究国際学会副会長なども歴任した。

## 編著
- 『新編漢日日漢同声伝訳教程／中国文字図書 : 従即席翻訳到同声伝訳』外語教学与研究出版社 2005年

## 脚註
1. ↑  修了生による専攻紹介名古屋大学
2. ↑  事業創造大学院大学 特別講演事業創造大学院大学
3. ↑  「日本語発音者の第一人者のよる美しい日本語を話すための講習会」のご案内京進ランゲージアカデミー京進ランゲージアカデミー日本語教師養成講座
4. ↑  名古屋大学全学同窓会 N AG OYA U N I V E R S I T Y A L U M N I A S S O C I AT I O N Newsletter No.19 平成 25（2013）年 3 月名古屋大学全学同窓会